# ジョヴァンニ・バッティスタ・サルトーリ

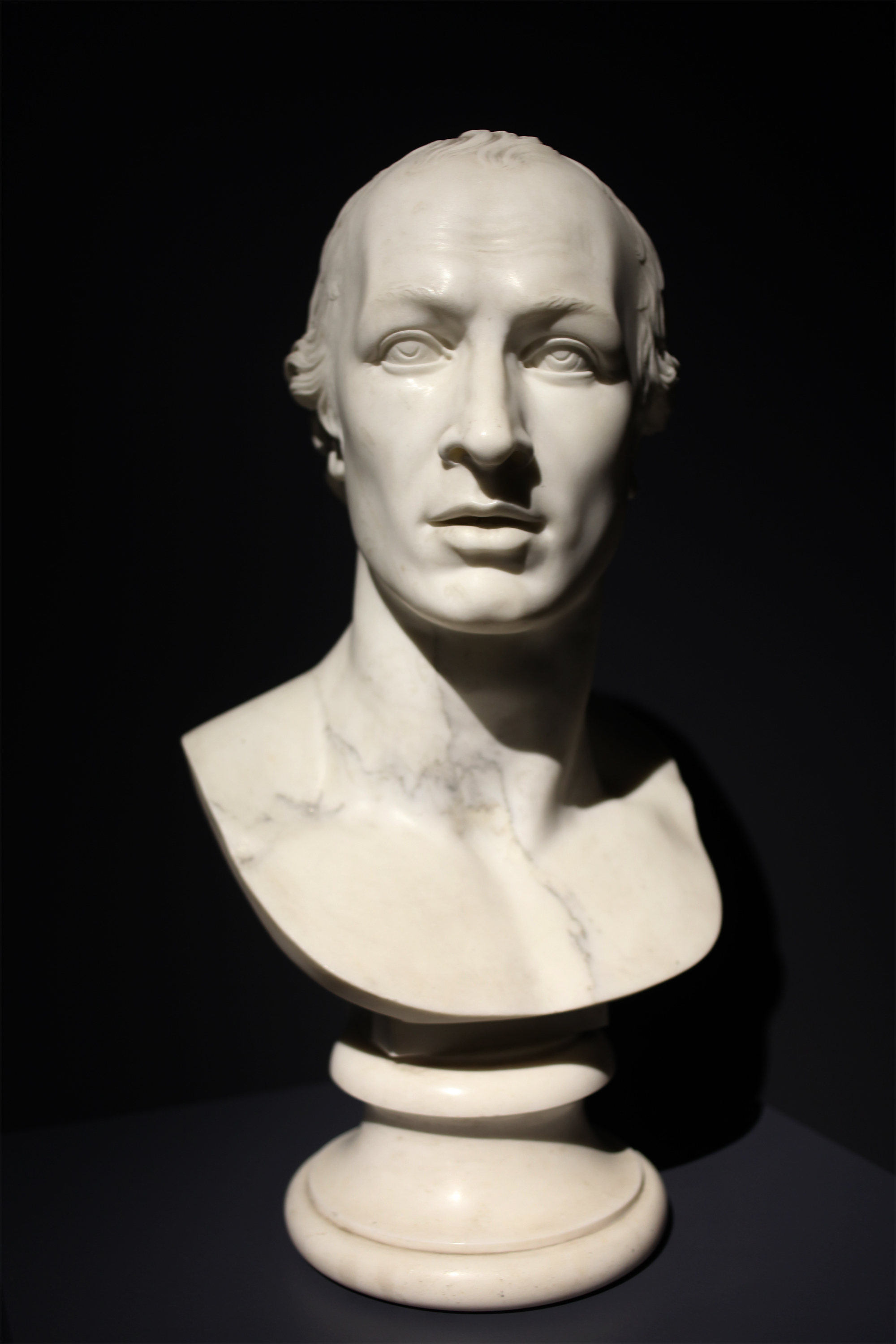
カノーヴァ作のジョヴァンニ・バッティスタ・サルトーリの胸像(c.1822)

ジョヴァンニ・バッティスタ・サルトーリ（Giovanni Battista Sartori、1775年8月18日 - 1858年7月18日）は、イタリアのカトリックの司教、修道院長、学者である。有名な彫刻家、アントニオ・カノーヴァ（1757-1822）の異父弟で、カノーヴァの秘書役、助手も務めた。カノーヴァの生地に建てられたカノーヴァ美術館（Museo Canova）の設立に貢献した。

## 略歴
ヴェネト州のクレスパーノで生まれた。母親のAngela Zardoは最初の結婚でアントニオ・カノーヴァを生んだが、その3年ほど後に夫を亡くし、その少し後にヴィチェンツァの貴族サルトーリ家を先祖に持つフランチェスコ・サルトーリ（Francesco Sartori）と再婚した。アントニオ・カノーヴァは父方の祖父の家で育てられた。再婚した母親には4人の子供が産まれた。ジョヴァンニ・バッティスタ・サルトーリとアントニオ・カノーヴァの間には20歳ほどの年齢差があった。父親のフランチェスコ・サルトーリは1760年にヴェネツィアのドゥーチェから貴族に叙せられた。
ジョヴァンニ・バッティスタ・サルトーリはパドヴァ司教神学校（Seminario Vescovile di Padova）で学び
、司祭に叙階され、後にその神学校の教師になった。古代ギリシャ語やラテン語の専門家となり、紀元前にメソポタミアで話されたアラム語文献の熟練した翻訳者になった
。ピエトロ・ジョルダーニやジョヴァンニ・バッティスタ・ニッコリーニ、ジャコモ・レオパルディといった文学者たちからも評価された。
1801年に、神学校の教職の仕事を辞め、母親とローマのアントニオ・カノーヴァのもとに移った。母親はローマになじめず帰郷したがサルトーリは彫刻家のもとに残り、サルトーリは当初、彫刻をする兄に古典を読み聞かせるという仕事をし、その後、秘書として財産の管理や、美術品目録の作成、版画の出版、多数の依頼の手紙の整理の仕事をした。兄のパリやロンドン、ウィーンへの旅に同行した。
カノーヴァがナポレオンに招かれてパリに滞在した時、ナポレオンとカノーヴァとの会話を書き留め、それを日記に残した。ローマ教皇から依頼されて、ナポレオン戦争中にフランスがイタリアから奪った美術品の返還交渉をカノーヴァとともに1815年に行い、外交的な手腕を発揮した。
1822年にアントニオ・カノーヴァが亡くなった後、兄の遺言状により財産の相続人に指名された。兄の生地のポッサーニョ
に移り、兄が残したの鋳造彫刻のための石膏塑型の陳列室（Gipsoteca)をカノーヴァの生家の庭に1834年から1836年にかけて建設し、これはカノーヴァ美術館の一部となっている。カノーヴァから相続した作品や美術品を多くの公共機関に寄贈した。
サルトリは古代貨幣の熱心な収集家でもあり、ローマで過ごした数年間にで、コレクションを築いた。このコレクションは亡くなる前に母校のパドヴァ神学校に寄贈された
。